# 성무 야구단
성무 야구단은 1954년부터 1984년까지 존재했던 구단이다. 원래 명칭은 공군 야구단이었으나 1978년 성무 야구단으로 바뀌었다. 1984년 상무 피닉스 야구단에 합병되며 사라졌다.

## 주요 선수
- 박철순
- 이광은
- 김정수
- 권두조
- 차동열
- 김재박
- 김현홍
- 김준환
- 이종도
- 임영식
- 이삼열
- 송종창
- 조용선
- 김강익
- 계형철
- 장정호